# Probestreifen
Ein Probestreifen ist ein streifenförmiges Stück Fotopapier. Er dient in der Dunkelkammer als Hilfsmittel, um die exakte Belichtung eines Abzugs zu ermitteln. Hierzu wird das Negativ in den Vergrößerer gelegt und das Motiv teilweise abgedeckt. In festgelegten Stufen wird der Probestreifen belichtet und die Abdeckung nach jeder Stufe ein Stück weiter verschoben. Nach und nach addiert sich so die Belichtungszeit über das Gesamtmotiv. Nach dem Entwickeln sucht man den Abschnitt mit der optimalen Belichtung. Durch Addition der einzelnen Zeiten lässt sich so die Belichtungszeit für den fertigen Abzug ermitteln.